# Чижаев, Павел Иванович
Павел Иванович Чижаев (род. 18 августа 1956) — советский борец классического стиля, чемпион и призёр чемпионатов СССР, мастер спорта СССР международного класса (1980). Увлёкся борьбой в 1970 году. В 1973 году выполнил норматив мастера спорта СССР. Участвовал в пяти чемпионатах СССР (1976—1982). Выступал в наилегчайшей весовой категории.

## Спортивные результаты
- Чемпионат СССР по классической борьбе 1979 года — ;
- Классическая борьба на летней Спартакиаде народов СССР 1979 года — ;
- Чемпионат СССР по классической борьбе 1980 года — ;
- Чемпионат СССР по классической борьбе 1981 года — ;
- Классическая борьба на летней Спартакиаде народов СССР 1983 года — ;